# Chuño pasi
El chuño pasi es un plato típico de la gastronomía de Perú, especialmente de los departamentos de Ayacucho y Huancavelica.
Se trata de un guiso de consistencia espesa a base de chuño, que son papas deshidratadas, que se remoja de un día para otro (rehidratación) y se revuelve con un aderezo básico de cebolla, y se le añade huevo y queso fresco. Se suele consumir a modo de entrante o plato de fondo. Además se puede acompañar de alguna proteína, como el lechón asado.
En 2008 en conmemoración del Día Mundial de la Alimentación las autoridades del departamento de Huancavelica impulsaron la preparación de más de 100 metros de este plato, en la que participaron asociaciones de madres, instituciones locales y empresas de la zona.